# Hjemme er - længere væk
Hjemme er - længere væk er en dansk kortfilm fra 1987, der er instrueret af Lars Christiansen.

## Handling
Gunnar er en tidligere filmoperatør, der får hjernesvind. Blandt familie og venner er der ikke ressourcer til at forstå ham, og som en konsekvens af dette bryder han med sin vante verden. Filmen er ikke en klinisk beretning, men en melankolsk, tragikomisk historie.